# Антипова, Елена Владимировна
Еле́на Влади́мировна Анти́пова (порт. Helena Antipoff, 25 марта 1892, Гродно, Российская империя — 9 августа 1974, Ибирите, Бразилия) — педагог, психолог, специалист по социальной и коррекционной психологии.

## Биография
Родилась в Гродно (ныне Республика Беларусь). Училась в Коллеж де Франс (1910—1911), Школе педагогических наук Э. Клапареда в Женеве (1912—1916).
После обучения вернулась в Россию и после 1917 г. и работала в системе Народного комиссариата просвещения как психолог-обследователь Центрального карантинно-распределительного детского пункта в Петрограде, в котором осуществлялся надзор над сиротами, беспризорниками и малообеспеченными.
В 1922 году её муж — писатель В. Я. Гликман (псевдоним Ирецкий) — был выслан из России, и в 1924 году Е. В. Антипова выехала к нему в Германию. В 1926 году вернулась в Женеву и работала в Институте Жан-Жака Руссо (фр. l’Institut J.-J. Rousseau de Genève), где её руководителем был профессор Э. Клапаред.
В 1929 году Е. В. Антипова по приглашению бразильского правительства приехала в Бразилию, где занималась организацией психологического образования, школ и приютов для детей, которые нуждались в социальной и психологической коррекции. В соответствии с контрактом работала в бразильском штате Минас-Жерайс. Совместно со священником Алваро Неграмонте основала «Дом юного рабочего» и скаутскую организацию, а также школу-приют для детей с отклонениями в развитии «Фазенда Розарио». Она также работала в направлении социокультурных перспектив образовательной психологии в Бразилии. В 1932 г. вошла в число организаторов «Общества Песталоцци», которое оказывало помощь детям, нуждающимся в социальной и психологической коррекции.
Е. В. Антипова награждена бразильским орденом Южного Креста и медалью «За заслуги в области образования». В её честь названы Фонд и Центр, которые действуют и поныне.
Скончалась в 1974 году. Похоронена в Бразилии.

## Семья
- Отец — Владимир Васильевич Антипов (1862—1925), генерал-лейтенант. Мать — Софья Константиновна (урождённая Стоянова). Сёстры Зинаида (в замужестве Крейнин); Татьяна.
- Муж — Виктор Яковлевич Гликман (1882—1936), журналист, писатель.
  - Сын — Даниил (1919—2005), психолог.

## Сочинения
- О психолого-педагогическом обследовании детей // Трудовая школа: Педагогический сборник. Петроград, 1923. № 4/5. С. 86
- Умственный уровень дошкольников: (Исследование по методу Бине-Симона) // Педологический журнал. Орел, 1924. № 2
- Etude de la personnalité par la méthode A. Lasoursky // Intermédiaire des Educateurs. Genève, 1926
- Contribution à 1'étude de la constance des sujets // Archives de Psychologie. Genève, 1927. T. 20, № 79. P. 177—190
- De expérimentation naturelle // Nouvelle Education. P., 1927
- Etude des aptitudes motrices // Intermédiaire des Educateurs. Genève, 1927
- L'évolution et la variabilité des fonctions psycho-motrices: d’après l'étude statistique des résultats de divers tests d’habileté manuelle // Archives de Psychologie. Genève, 1928. T. 21, № 81. P. 1—54